# Équipe du Nigeria de beach soccer
L'équipe du Nigeria de beach soccer est une sélection qui réunit les meilleurs joueurs nigérians dans cette discipline. L'équipe est entraînée par Audu Adamu.

## Histoire
L’équipe du Nigeria de Beach soccer Et la deuxième équipe la plus titrée d’Afrique, avec deux champions à remporter et quatre fois la place de finaliste

## Palmarès
- Championnat d'Afrique (2)
  - Vainqueur en 2007 et 2009
  - Finaliste en 2006 , 2011 , 2016 et 2018
  - Troisième en 2015

- Copa Lagos (3)
  - Vainqueur en 2011, 2012 et 2013

## Effectif 2011
Effectif retenu pour la Coupe du monde de beach soccer de 2011 :
| N° | Nat.               | Poste | Nom du joueur      |
| -- | ------------------ | ----- | ------------------ |
| 1  | Drapeau du Nigeria | G     | Abdullahi Isa      |
| 2  | Drapeau du Nigeria | A     | Nelson Nwosu       |
| 3  | Drapeau du Nigeria | D     | Ogbonnaya Okemmiri |
| 4  | Drapeau du Nigeria | D     | Shehu Maijama'a    |
| 5  | Drapeau du Nigeria | D     | Emmanuel Kyande    |
| 6  | Drapeau du Nigeria | M     | Victor Tale        |

| No. | Nat.               | Position | Nom du joueur        |
| --- | ------------------ | -------- | -------------------- |
| 7   | Drapeau du Nigeria | A        | Isiaka Olawale       |
| 8   | Drapeau du Nigeria | D        | Azeez Abu            |
| 9   | Drapeau du Nigeria | M        | Musa Najare          |
| 10  | Drapeau du Nigeria | M        | Bartholomew Ibenegbu |
| 11  | Drapeau du Nigeria | A        | James Okwuosa        |
| 12  | Drapeau du Nigeria | G        | Olalekan Oladepo     |